# Reșița
Reșița er administrativt center Caraș-Severin distrikt i det vestlige Rumænien. Reșița har 58.393(2021) indbyggere.
Byen har rødder tilbage til 1400-tallet, men der er arkæologiske fund i området, der kan dateres tilbage til både stenalderen og romertiden. I en periode var der mange tyske indvandrere i byen, og i begyndelsen af 1900-tallet var den tyske befolkningsgruppe i flertal i byen. Efter kommunismens fald er byens betydning faldet betragteligt, og befolkningstallet er faldet tilsvarende, fra 110.000 i 1989.
Reșița ligger ved bredden af Bârzava-floden, hvor bifloden Doman støder til den. Byen har været en af de største industricentre i Rumænien med stål- og bilproduktion.